# تشارلز هويل الثالث
تشارلز هويل الثالث (بالإنجليزية: Charles Howell III)‏ هو لاعب غولف أمريكي، ولد في 20 يونيو 1979 في أوغستا في الولايات المتحدة.

## وصلات خارجية
- تشارلز هويل الثالث على موقع رابطة لاعبي الغولف المحترفين (الإنجليزية)
- تشارلز هويل الثالث على موقع رابطة اليابان للاعبي الغولف المحترفين (الإنجليزية)
- تشارلز هويل الثالث على موقع التصنيف العالمي الرسمي للغولف (الإنجليزية)